# Ferrán Solé
Ferran Solé Sala (Sant Quirze del Vallès, 1992. augusztus 25. –) Európa-bajnok spanyol válogatott kézilabdázó.

## Pályafutása

### Klubcsapatokban
2011 és 2016 között a Granollers csapatában kézilabdázott. A 2015-2016-os szezonban az EHF-kupa gólkirálya volt. 2016 nyarán a francia első osztályban szereplő Toulouse játékosa lett.

### A válogatottban
2012-ben junior-Európa-bajnokságot nyert. A spanyol válogatottban 2016-ban mutatkozott be. Első világversenye a 2017-es világbajnokság volt. Tagja volt a 2018-ban Európa-bajnoki aranyérmes csapatnak is.

## Sikerei, díjai
Spanyolország
- Európa-bajnok: 2018
- Világbajnokság, 5. hely: 2017
- A 2018-as Európa-bajnokság All-Star csapatának tagja.[4]
- a 2015–16-os EHF-kupa-szezon gólkirálya 70 góllal.[5]